# Vilda djur
Vilda djur är djur som inte är tämjda. Om de är föremål för jakt kan de benämnas som vilt (jaktbart vilt; tidigare villebråd), och då jagas de i regel för sitt kött (viltkött). Vilda djur kan leva i orörd natur, i naturreservat, viltreservat eller nationalparker, alternativt i mark som är tydligare påverkad av mänsklig verksamhet. Vilda djur kan också hållas i fångenskap i djurparker, där det finns inhägnader som så mycket som möjligt ska efterlikna de vilda djurens naturliga habitat.
Vilda djur kan både ses som resurser och hot. De är resurser genom att deras existens bidrar till en biologisk mångfald i naturen, bidrar till att bevara olika biotoper och ekosystem, tjänar som besöksmål för turister och djurparksbesökare, liksom som vetenskapliga forskningsobjekt. Dessutom kan jakt på vilda djur bidra till mat och andra produkter som kan utvinnas ur djurkroppar.
En del vilda djur kan hota – den lokala – överlevnaden för andra djur och människor. De kan vara mer anpassade till sin miljö och därför utkonkurrera andra djur. För nybyggare och jordbrukare i gemen kan förekomsten av större vilda djur innebära livsfara, och vilda djur kan hota odlingar genom att de äter upp grödor. Vilda djur som korsar vägar kan hota säkerheten i trafiken. Dessa hot kan även förorsakas av invasiva arter – djur som blivit introducerade på nya platser genom människans försorg.
Enligt Världsnaturfonden har den globala mängden vilda djur minskat med 68 procent sedan 1970, som en följd av mänsklig verksamhet.